# Organo di conciliazione
L'Organo di conciliazione, in inglese Dispute settlement body è l'organo di risoluzione delle controversie dell'Organizzazione Mondiale del Commercio (OMC o, in inglese, WTO - World trade organization).
Tale organo fa capo a un "sistema di risoluzione di controversie" che ha la competenza di risolvere le eventuali controversie che sorgano tra gli stati membri dell'OMC e si articola in due gradi di giudizio:
1° GRADO:
cd "panels". questi organi, formati da esperti, possono avere due funzioni:
- funzione conciliativa, cioè cercano di risolvere la controversia temperando gli interessi delle due parti, cercando di far raggiungere loro un accordo.
- funzione giurisdizionale, cioè di risoluzione della controversia con sentenza, che subentra solo nel caso di fallimento dell'operazione di conciliazione.
2° GRADO:
organi di secondo grado ai quali una parte si può appellare per far rivalutare la sentenza emessa dai panels.
È importante sottolineare che le funzioni svolte dagli organi di primo e di secondo grado sono solo tendenzialmente giurisdizionali, in quanto ci può sempre essere un'interferenza del dispute settlement body, posto a capo del sistema di risoluzione delle controversie, che è un organo politico.